# 1896年夏季奧林匹克運動會舉重比賽
在1896年夏季奧林匹克運動會上，共進行了兩項舉重比賽，所有的比賽都是在帕那辛納克體育場中進行的。兩項舉重比賽前兩名同樣由丹麥及英國運動員輪流贏得金牌及銀牌，銅牌由兩名希臘舉重運動員奪得。

## 項目成績
根据国际奥林匹克委员会的相关资料记载，当时的冠军会得到一枚银牌，其它名次则没有任何奖牌。
| 項目              | 金牌                            | 银牌                            | 铜牌                                  |
| 單手舉起 （詳細） | 朗塞斯頓·埃利奧特 · 英国（GBR） | 維高·贊臣 · 丹麦（DEN）         | Alexandros Nikolopoulos · 希腊（GRE） |
| 雙手舉起 （詳細） | 維高·贊臣 · 丹麦（DEN）         | 朗塞斯頓·埃利奧特 · 英国（GBR） | Sotirios Versis · 希腊（GRE）         |

## 參賽國家
賽事共有來自五個國家的七名參賽運動員參加。
- 丹麦（1）
- 德国（1）
- 英国（1）
- 希腊（3）
- 匈牙利（1）

## 奖牌榜
| 排名                     | 国家 / 地区              | 金牌 | 銀牌 | 銅牌 | 总计 |
| ------------------------ | ------------------------ | ---- | ---- | ---- | ---- |
| 1                        | 丹麦                     | 1    | 1    | 0    | 2    |
| 1                        | 英国                     | 1    | 1    | 0    | 2    |
| 3                        | 希腊                     | 0    | 0    | 2    | 2    |
| 总计（共3个国家 / 地区） | 总计（共3个国家 / 地区） | 2    | 2    | 2    | 6    |

## 來源
1. ↑  . Sports Reference.   [15 December 2019]. （原始内容存档于17 April 2020）.